# Мазария-Шабъа
Мазария-Шабъа (тж. Фермы Шебаа, Ферма Шебаа, Фермы Шеба, полоса Мази-Шебаа; англ. The Shebaa Farms, араб. مزارع شبعا ‎, ивр. חוות שבעא ‎ — Havot Sheba’a) — спорная территория площадью около 22 км², расположенная между Ливаном, Сирией и Израилем.

## Название
Слово Farms в принятом ООН англоязычном названии Shab’a Farms является дословным переводом арабского мазария (сельскохозяйственные угодья), принятое русскоязычное название — Мазария-Шабъа. Встречаются варианты Фермы Шебаа, Ферма Шебаа, Фермы Шеба, полоса Мази-Шебаа.

## Статус территории
До 1967 года фермы находились под сирийским контролем, территория была и остается до сих пор отмеченой как сирийская на разных, в том числе и ливанских картах. Работавшие на фермах крестьяне в основном имели ливанское гражданство, хотя сами фермы были включены в сирийскую перепись населения 1960 года, как принадлежавшие округу Дамаска. В ходе Шестидневной войны в 1967 году Фермы Шебаа перешли под контроль Израиля. Представители Израиля и ООН утверждают, что эта территория относится к Голанским высотам, которые были аннексированы Израилем в одностороннем порядке в 1981 году у Сирии (аннексия была объявлена незаконной Резолюцией Совета Безопасности ООН 17 декабря 1981 года и не признана международным сообществом, за исключением США), и поэтому на них не распространяется резолюция Совета безопасности ООН № 425 1978 года (в соответствии с этой резолюцией, Израиль должен был вывести свои войска со всей территории южного Ливана). Последний фермер покинул Шебаа в 1989 году, и, начиная с этого времени, фермы заброшены.
Организация «Хезболла» утверждает, что Фермы Шебаа являются ливанской территорией, и соответственно, израильские войска оттуда должны быть выведены. Продолжающаяся оккупация этих ферм служила основным (но не единственным) предлогом для атак Хезболлы против Израиля после вывода израильских войск из Южного Ливана в 2000 году вплоть до военного конфликта 2006 года.

## Позиция ООН
19 марта 1978 года, через пять дней после начала израильского вторжения в Ливан, СБ ООН в своей резолюции № 425 призвал Израиль вывести войска из Ливана.
Израиль вывел войска лишь спустя 22 года, в мае 2000 года. 18 июня 2000 года Генеральный секретарь ООН подтвердил, что Израиль исполнил резолюцию № 425 (1978); признаваемая ООН граница, так называемая «голубая линия», не относила Фермы Шебаа к ливанской территории. Организация Объединённых Наций считает эту землю сирийской территорией, оккупированной Израилем.